# Canton de Murviel-lès-Béziers
Le canton de Murviel lès Béziers est une ancienne division administrative française située dans le département de l'Hérault, dans l'Arrondissement de Béziers.

## Composition
Il était composé des onze communes suivantes :
| Nom                             | Code Insee | Intercommunalité   | Superficie (km2) | Population (dernière pop. légale) | Densité (hab./km2) |
| ------------------------------- | ---------- | ------------------ | ---------------- | --------------------------------- | ------------------ |
| Murviel-lès-Béziers (chef-lieu) | 34178      | CC Les Avant-Monts | 32,36            | 3 004 (2014)                      | 93                 |
| Autignac                        | 34018      | CC Les Avant-Monts | 11,55            | 893 (2014)                        | 77                 |
| Cabrerolles                     | 34044      | CC Les Avant-Monts | 28,68            | 330 (2014)                        | 12                 |
| Caussiniojouls                  | 34062      | CC Les Avant-Monts | 10,50            | 121 (2014)                        | 12                 |
| Causses-et-Veyran               | 34061      | CC Les Avant-Monts | 17,65            | 613 (2014)                        | 35                 |
| Laurens                         | 34130      | CC Les Avant-Monts | 16,39            | 1 593 (2014)                      | 97                 |
| Pailhès                         | 34191      | CC Les Avant-Monts | 6,00             | 522 (2014)                        | 87                 |
| Puimisson                       | 34223      | CC Les Avant-Monts | 6,38             | 1 044 (2014)                      | 164                |
| Saint-Geniès-de-Fontedit        | 34258      | CC Les Avant-Monts | 9,24             | 1 511 (2014)                      | 164                |
| Saint-Nazaire-de-Ladarez        | 34279      | CC Les Avant-Monts | 28,27            | 358 (2014)                        | 13                 |
| Thézan-lès-Béziers              | 34310      | CC Les Avant-Monts | 13,65            | 2 921 (2014)                      | 214                |

## La photo du canton

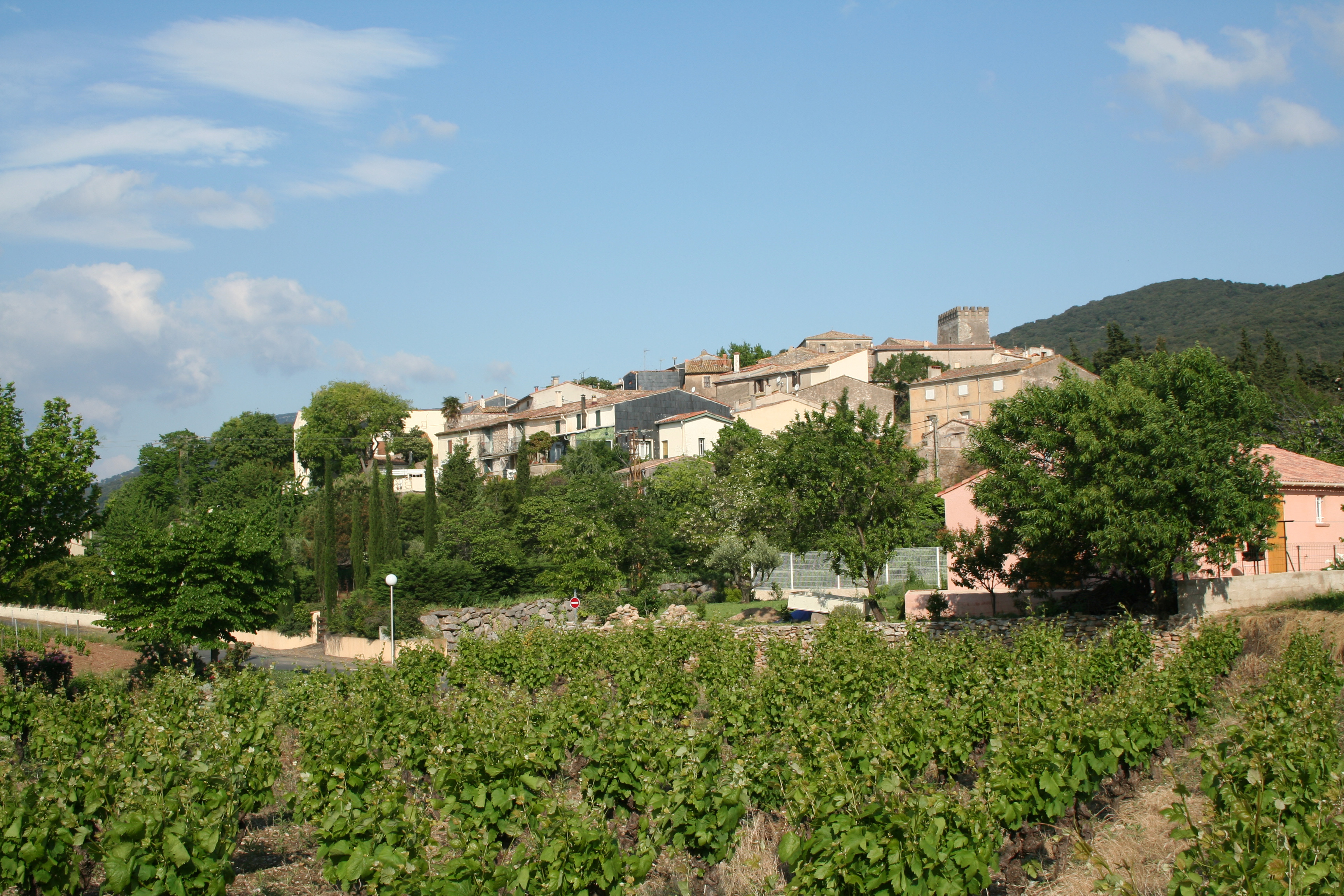
le village de Caussiniojouls

## Représentation
De 1833 à 1848, les cantons de Murviel et de Saint-Gervais n'avaient qu'un seul conseiller général. Le nombre de conseillers généraux était limité à 30 par département.

### Conseillers généraux de 1833 à 2015
| Période      | Période      | Identité                      | Étiquette   | Qualité                                                                                                   |
| ------------ | ------------ | ----------------------------- | ----------- | --- |
| 1833         | 1840         | Jean Louis Cavalier-Mimard    |             | Ancien administrateur d'hospice Conseiller à la Cour royale de Montpellier Ancien maire de Béziers (1830) |
| 1840         | 1848         | Victor Lagarrigue (1798-1882) |             | Propriétaire et banquier, conseiller municipal de Béziers                                                 |
| 1848         | 1864         | Antoine Blanc                 |             | Ancien colonel d'artillerie à Montpellier Propriétaire au Vigan                                           |
| 1864         | 1870         | Clément Pellissier            |             | Propriétaire à Béziers, conseiller d'arrondissement                                                       |
| 1870         | 1895 (décès) | Charles Griffe                | Républicain | Avocat, sénateur (1879-1895)                                                                              |
| 1895         | 1904         | Joseph Abbal                  | Rad.        | Propriétaire à Causses-et-Veyran                                                                          |
| 1904         | 1940         | Jules Cadenat                 | Rad.        | Propriétaire à Béziers                                                                                    |
|              |              |                               |             | |
| 1942         | 1945         | André Cure                    |             | Maire d'Autignac Nommé conseiller départemental en 1942                                                   |
|              |              |                               |             | |
| 1945         | 1949         | Marcel Forgues                | PCF         | Ouvrier agricole, maire d'Autignac (1944-1947)                                                            |
| 1949         | 1955 (décès) | Maurice Fouilhé (1891-1955)   | Rad.        | Maire de Saint-Genies-de-Fontedit                                                                         |
| 1955         | 1963 (décès) | Maurice Jourdan               | SFIO        | Maire de Thézan-les-Béziers                                                                               |
| 11 août 1963 | 1973         | Marcel Forgues (1902-1990)    | PCF         | Ouvrier agricole Ancien maire d'Autignac (1944-1947)                                                      |
| 1973         | 1998         | Jean Sénégas (1924-2016)      | PS puis DVG | Exploitant agricole Maire de Puimisson                                                                    |
| 1998         | 2015         | Norbert Étienne               | PCF         | Enseignant Maire de Murviel-lès-Béziers (1998-2020)                                                       |

### Conseillers d'arrondissement (de 1833 à 1940)
| Période                                  | Période | Identité                      | Étiquette           | Qualité |
| ---------------------------------------- | ------- | ----------------------------- | ------------------- | --- |
| 1833                                     | 1842    | Jacques Cure aîné             |                     | Avocat et juge de paix à Murviel-lès-Béziers                                                                |
| 1842                                     | 1848    | François Blanc (1796-1864)    |                     | Juge de paix à Murviel-lès-Béziers, propriétaire à Saint-Geniès-de-Fontedit                                 |
| 1848                                     | 1858    | Scholastique Belleville       |                     | Maire de Pailhès                                                                                            |
| 1858                                     | 1864    | Clément Pellissier fils       |                     | Propriétaire à Béziers                                                                                      |
| 1864                                     | 1871    | Joseph Raymond Ollié          |                     | Maure de Puimisson                                                                                          |
| 1871                                     |         | Paulin Basset                 |                     | Propriétaire et distillateur à Laurens                                                                      |
|                                          |         |                               |                     | |
| 1895                                     | 1907    | Abel Guilhem                  | Républicain radical | Propriétaire à Thézan                                                                                       |
| 1907                                     |         | Félix Jany                    |                     | Maire de Causses-et-Veyran                                                                                  |
|                                          |         |                               |                     | |
| 1919                                     | 1925    | Edouard James                 | Rad.                | |
| 1925                                     | 1940    | Marceau Tailhadès (1890-1957) | SFIO                | Propriétaire à Laurens                                                                                      |
| 1940                                     |         |                               |                     | Les conseils d'arrondissement ont été suspendus par la loi du 12 octobre 1940 et n'ont jamais été réactivés |
| Les données manquantes sont à compléter. |         |                               |                     | |

## Démographie
| 1962  | 1968  | 1975  | 1982  | 1990  | 1999  | 2006   | 2011   | 2012   |
| ----- | ----- | ----- | ----- | ----- | ----- | ------ | ------ | ------ |
| 9 193 | 9 098 | 9 063 | 9 236 | 9 446 | 9 720 | 11 053 | 12 309 | 12 509 |